# Sportunderhållning
Sportunderhållning, engelska sports entertainment, är en form av underhållning som utvecklats från sport eller idrott. Sportunderhållningen är till skillnad från idrott inriktad på att roa åskådaren genom humor och dramatik, snarare än att vara en regelstyrd eller rättvis tävling.
Exempel är wrestling, Harlem Globetrotters, Gladiatorerna, monstertruckar och luftakrobatik.
Jämför cirkus och gladiatorspel.